# 布拉德·福尔曼
布萊德·費曼（Brad Furman）是一名美国电影男导演、監製和编剧。他导演的知名作品是2011年改编自迈克尔·康奈利于2005年发表的同名小说、由马修·麦康纳主演的電影《下流正義》。

## 作品列表
- 《洛城英豪（英语：The Take (2007 film)）》（2007年）
- 《下流正義》（2011年）
- 《逆轉王牌》（2013年）
- What Do You Mean?（2015年，MV）
- 《慕色拉行動》（2016年）
- 《誰殺了大個子》（2018年）
- 《錫兵戰將（英语：Tin Soldier (film)）》（2025年）